# Arvīds Reķis
Arvīds Reķis (Jūrmala, 1º gennaio 1979) è un hockeista su ghiaccio lettone.

## Carriera
Con la nazionale lettone ha preso parte a tre edizioni dei Giochi olimpici invernali (2006, 2010 e 2014) e a numerose edizioni dei campionati mondiali a partire da quella del 2003.